# Mimet
Mimet ist eine französische Gemeinde mit 4.147 Einwohnern (Stand 1. Januar 2022) im Département Bouches-du-Rhône in der Region Provence-Alpes-Côte d’Azur.

## Geografie
Mimet liegt dreißig Kilometer nordöstlich von Marseille, zwischen Roquevaire und Gardanne. Weitere Nachbarorte sind Gréasque, Saint-Savournin, Simiane-Collongue, Allauch und Septèmes-les-Vallons. Aix-en-Provence liegt 21 Kilometer entfernt.
Mimet ist das höchstgelegene Dorf im Département Bouches-du-Rhône.

## Sehenswürdigkeiten
- Kirche der Verklärung des Herrn (Église de la Transfiguration-du-Seigneur)
- Kapelle Santo Giovanni Calabria im Ortsteil Les Moulières
- Ruinen der Kapelle des ehemaligen Priorats Notre-Dame-des-Anges
- Überreste der Paradies-Kapelle

## Verkehr
Die Gemeinde liegt zwischen den Autobahnen A51 und A52.

## Städtepartnerschaften
Die Gemeinde pflegt eine Partnerschaft mit Pergine Valdarno in der Toskana in Italien.

## Persönlichkeiten
- Patrick Revelli (* 1951), französischer Fußballspieler und -trainer, geboren in Mimet

## Demografie

### Bevölkerungsentwicklung
| Jahr      | 1962 | 1968 | 1975 | 1982 | 1990 | 1999 | 2008 | 2016 |
| Einwohner | 1291 | 1360 | 1476 | 2374 | 3464 | 4151 | 4479 | 4617 |

### Altersstruktur
27 Prozent der Bevölkerung sind 19 Jahre alt oder jünger. Nur drei Prozent der Bevölkerung sind 75 Jahre alt oder älter. Damit liegt der Altersdurchschnitt unter dem französischen Durchschnitt.